# Markova nemoc

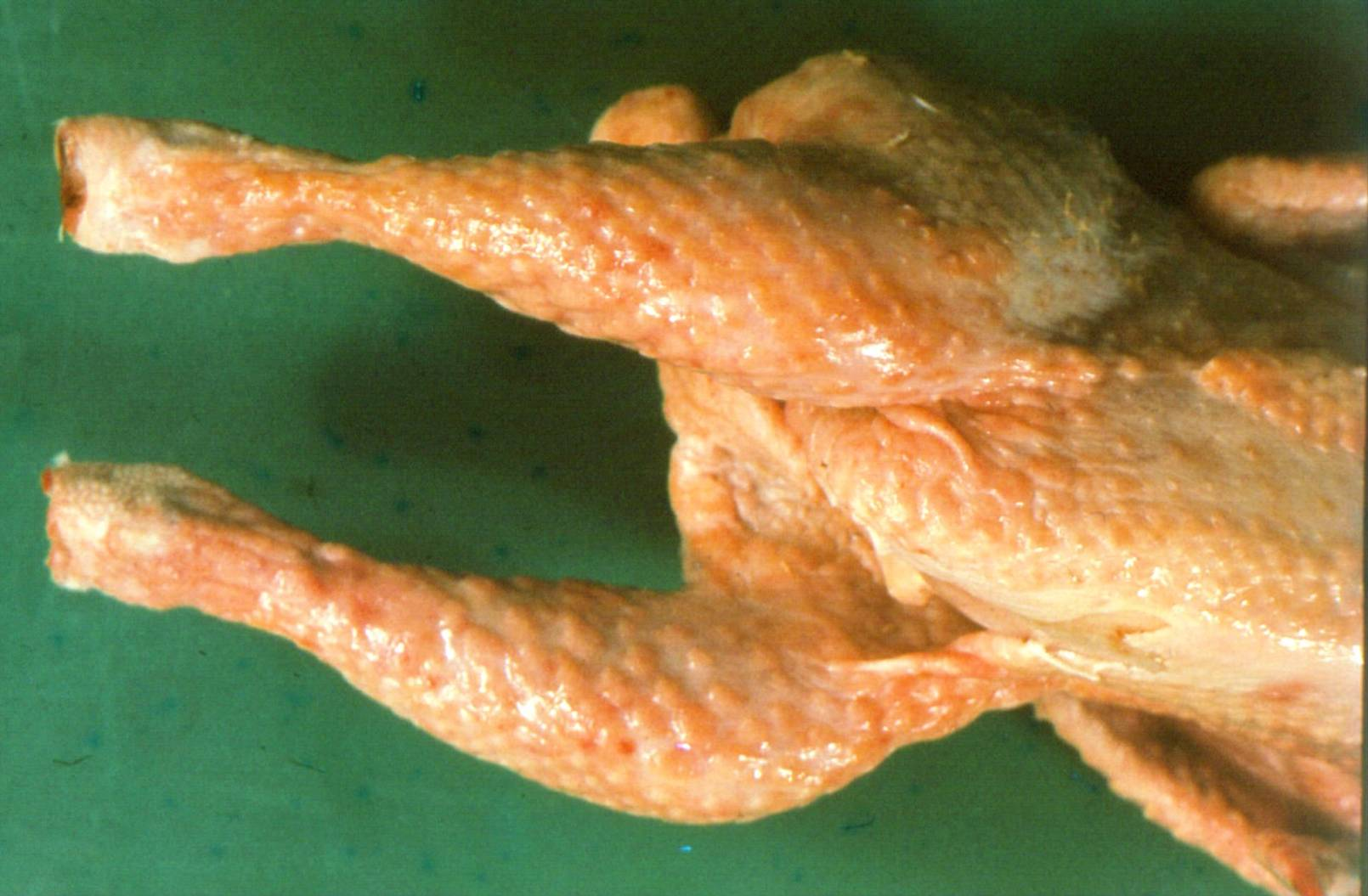
Markova nemoc, na jatečně opracovaných brojlerech

Markova nemoc (angl. Marek’s disease, MD) je lymfoproliferativní neoplastické onemocnění kura domácího (Gallus domesticus), charakterizované mononukleární infiltrací v periferních nervech a tvorbou lymfomů v gonádách, kůži, svalovině a mnoha dalších orgánech a tkáních. Původcem MD je lymfotropní na buňky vázaný (cell-associated) herpesvirus, který je všeobecně rozšířen v populaci drůbeže na celém světě. Přestože jen část infikované drůbeže klinicky onemocní, představuje MD ve všech drůbežnicky vyspělých státech ekonomicky nejzávažnější infekční onemocnění za posledních 50 let, a to i přes úspěšně prováděnou imunoprofylaxi. Kromě schopnosti neoplastické transformace lymfocytů byl u MDV prokázán i aterogenní potenciál, projevující se proliferativními změnami v buňkách hladké svaloviny artérií jako následek poruch metabolismu tuků. Markova nemoc je první nádorové onemocnění u živočichů, proti které byla vyvinuta účinná vakcína. Slouží také jako experimentální model ve srovnávací onkologii a při studiu patogeneze aterosklerózy.

## Historie
V roce 1907 pozoroval profesor veterinárního lékařství Josef Marek poprvé při histopatologickém vyšetření nervového systému 4 parézou postižených dospělých kohoutů mononukleární infiltrace v periferních nervech, spinálních nervových gangliích, epidurální tkáni a v povrchových vrstvách bílé hmoty mozku. Popsal klinické příznaky i patologické změny a nemoc označil jako "polyneuritis interstitialis chronica".
Během několika let se choroba rozšířila po Evropě i do USA. Postupně se prokázalo, že změny nejsou omezeny pouze na periferní nervy a míchu. Pappenheimer ak. (1926) zaznamenali častou souvislost mezi paralýzou a nálezem mononukleárních infiltrací v duhovce (způsobujících depigmentaci až ztrátu zraku) nebo paralýzou a výskytem lymfoidních nádorů v různých viscerálních orgánech. Navrhli proto původní pojmenování nahradit názvem "neurolymphomatosis gallinarum" a nádorové změny ve viscerálních orgánech označovat jako "viscerální lymfomatózu". Pro nedostatek vhodných diagnostických techniky i vědeckých poznatků byly nádorové změny u drůbeže nadále souhrnně označovány podle patomorfologické klasifikace jako "komplex aviární leukózy".
Další vědecké studie věnované etiologii, epizootologii a přirozené odolnosti k nemoci, postupně prokázaly neudržitelnost tohoto hlediska a potvrdily, že komplex aviární leukózy zahrnuje nejméně dvě rozdílné a nepříbuzné nemoci – aviární leukózu a Markovu nemoc.
Koncem 50. let popsali Benton a Cover (1957) zvýšený výskyt "viscerální lymfomatózy" v USA u brojlerů a mladé drůbeže ve věku 8-10 týdnů. Zřejmě shodná choroba, označená jako "akutní aviární leukóza", byla popsána na východním pobřeží USA a ve Velké Británii. Studiem terénních případů a na základě výsledků pokusů o experimentální přenos nemoci se prokázalo, že se nejedná o akutní leukózu, ale o virulentnější formu MD a bylo navrženo ji označovat jako "akutní formu Markovy nemoci". Původní onemocnění popsané Markem (1907) a Pappenheimerem ak. (1926) se začalo označovat jako "klasická forma Markovy nemoci".
V USA byla také diagnostikována tzv. "leukóza kůže", která se projevovala nádorovými změnami lokalizovanými v péřových folikulech kůže, zjistitelnými převážně jen u opracovaných kuřat po porážce. Postupně se prokázalo, že i tato forma nemoci je dalším projevem akutní formy MD.
Důležitost genetické konstituce pro vnímavost k nemoci prokázaly práce Hutta a Coleho. Se svými pokusy začali v 30. letech a poukázali na význam genetické selekce v rodičovských chovech při omezování výskytu MD.
Pokusy o přenos MD byly zahájeny v letech 1920-1930. Často byly neúspěšné nebo s rozdílnými výsledky. První úspěšný experimentální přenos nemoci provedli až Sevoian ak. (1962) a Biggs a Payne (1963). Přestože infekční povaha nemoci byla známa již od 40. let min. století, teprve v roce 1967 dvě laboratoře nezávisle na sobě zjistili přítomnost herpesvirusů v buňkách tkáňových kultur kokultivovaných s nádorovými buňkami z lymfomů MD. Byla také prokázána jednoznačná korelace mezi přítomností herpesvirů v těchto tkáňových kulturách a schopností infikovaných buněk indukovat MD. Výsledky laboratorních pokusů byly potvrzeny následujícími epizootologickými studiemi.
Rozpor mezi vysokou kontagiozitou MD a nemožností detekovat bezbuněčný (cell-free) virus v nervových změnách ani v nádorových buňkách, rozřešili Calnek a Hitchner (1969), když prokázali virové specifické antigeny v epitelu péřových folikulů kuřat infikovaných virem Markovy nemoci (MDV). Krátce po tomto zjištění následovala extrakce bezbuněčného viru z epiteliálních buněk péřových folikulů a odhalení způsobu virové replikace in vivo i šíření infekce do vnějšího prostředí.
Úspěšná propagace MDV v systému in vitro umožnila jeho sériové pasážování, kvantitativní titraci i atenuaci patogenních kmenů viru s jejich následným využitím v imunoprofylaxi. Izolace krůtího herpetického viru (HVT) a poznání jeho schopnosti chránit kuřata před vznikem nádorů  vyústila v celosvětové používání HVT jako vakcinačního kmene. Byla tak vyvinuta první protinádorová vakcína.
Dalším krokem, který napomohl k objasnění procesu transformace, bylo ustanovení transplantovatelných nádorů a lymfoblastoidních buněčných linií odvozených z nádorů MD.

## Příčina nemoci (etiologie)

### Charakterizace viru
Současná virologická klasifikace zařazuje virus Markovy nemoci (Herpesvirus galli 2) do podčeledě Alphaherpesvirinae a čeledě Herpesviridae. Obdobně je zařazován krůtí herpetický virus (Herpesvirus meleagris), který je úzce příbuzný s herpesvirem MD
Struktura virů MD i HVT odpovídá ostatním herpesvirům. Virová kapsida má kubickou ikozaedrální symetrii a v průměru měří 90-110 nm. Skládá se ze 162 dutých cylindrických kapsomer o velikosti 6x9 nm. Nukleokapsidy mohou zůstat neobalené (jsou neinfekční) nebo pučením přes buněčnou membránu získávají obal tvořený jemným granulárním materiálem a stávají se plně infekčními.
Genom viru tvoří lineární, nesegmentovaná dvouvláknová DNA. Mezi genomy MDV a HVT byly zjištěny jen minimální odlišnosti; vykazují 70-80% homologii. Také elektronoptická konfigurace obou genomů je stejná.
Doposud izolované kmeny MDV a HVT lze rozdělit do 3 hlavních, sérologicky částečně příbuzných skupin:
- První skupinu (sérotyp l) tvoří všechny patogenní či onkogenní virusy MD a jejich atenuované varianty,
- druhou skupinu (sérotyp 2) přirozeně neonkogenní či apatogenní MDV a
- třetí skupinu (sérotyp 3) krůtí herpetický virus a neonkogenní kmeny MDV izolované z krůt.

Primární izolace MDV i HVT se provádějí v různých buněčných kulturách ptačího původu i v kuřecích embryích.

### Patogenita
V rámci 1. sérotypu existuje veliká rozmanitost virových kmenů z hlediska jejich tropismu, virulence i onkogenního potenciálu. Některé velmi virulentní izoláty jsou patogenní i pro vakcinovaná nebo geneticky rezistentní kuřata. Rovněž existují méně virulentní až apatogenní kmeny, které nevyvolávají žádné nebo jen mírné formy onemocnění. Kmeny jsou klasifikovány jako mírné (mMDV), virulentní (vMDV), velmi virulentní (vvMDV) a velmi vysoce virulentní (vv+MDV). Izoláty sérotypů 2 a 3 jsou nepatogenní.
Rozdílná virulence mezi terénními izoláty MDV má značný epizootologický význam, protože přirozená infekce virusy o nízké virulenci chrání kuřata před následnou infekcí mnohem virulentnějšími kmeny MDV.
Infekce buňky virem MD může probíhat 3 odlišnými způsoby:
- V lymfatických orgánech in vivo a v buněčných kulturách in vitro dochází k tzv. semiproduktivní nebo abortivní infekci, kdy jsou produkovány neobalené neinfekční viriony.
- V epiteliálních buňkách péřových folikulů kuřat dochází k plně produktivní infekci a jsou produkovány obalené a plně infekční viriony.
- V nádorech a v lymfoblastoidních buněčných liních dochází k neproduktivní infekci, kdy virový genom není exprimován nebo jen v omezené míře.

### Rezistence k fyzikálním a chemickým činitelům
Virus MD a v poněkud menší míře i HVT jsou v podmínkách in vitro vázány na buňku. Jejich infekciozita je proto v přímém vztahu k intaktnosti hostitelských buněk. Z hlediska dekontaminace prostředí je důležitá přítomnost viru MD v prachu, peří a nečistotách infikovaných hal. Tyto látky organického i jiného původu zvyšují jeho odolnost vůči působení dezinfekčních prostředků. Podestýlka zůstává infekční nejméně 16 týdnů. Virus MD je v prostředí hal z velké části destruován parami formaldehydu, jodovými a z menší části i chlorovými preparáty.

## Vznik a průběh nemoci (epizootologie)

### Hostitel
Přirozeným hostitelem MDV je kur domácí. Význam MD pro jiné ptačí druhy je minimální. Různé druhy savců, včetně křečků, krys a opic, jsou refrakterní k infekci virulentním MDV.

### Přenos
Přímý nebo nepřímý kontakt mezi drůbeží umožňuje šíření viru, pravděpodobně vzdušnou cestou. Virus se replikuje do plně infekčního stavu v epitelu péřových folikulů. Postižené buňky se nalézají v keratinizované vrstvě vrstevnatého dlaždicovitého epitelu, uvolňují se při pelichání peří a slouží jako zdroj kontaminace prostředí.
Klinicky zdravá drůbež může být nosičem a vylučovatelem infekce. Perzistentní infekce přetrvává dlouhodobě; byla zjištěna drůbež vylučující virus kůží až v 76. týdnu věku. Kontinuální vylučování viru infikovanou drůbeží a jeho odolnost v prostředí vysvětlují jeho trvalou přítomnost v chovech drůbeže.
Určitý význam jako přenašeče infekce je přiznáván brouku plesnivec obilní (Alphitobius diaperinus). Komáři (Culex quinquefasciatus, Culex pipiens) mohou pravděpodobně krátkodobě přechovávat virus. Přenos infekce oocystami kokcidií se neprokázal. Možnost vertikálního přenosu infekce je většinou vylučována; jeho význam je minimální. Přenos infekce ze slepic na potomstvo kontaminací skořápky násadových vajec je nepravděpodobný, protože virus je inaktivován vysokou vlhkostí a teplotou inkubátoru.

### Patogeneze
Markova nemoc je imunosupresivní onemocnění. Imunologické reakce jsou také základem věkové i genetické rezistence. Infekce geneticky vnímavých kuřat bez mateřských protilátek onkogenním kmenem MDV probíhá ve 4 fázích:
- Časná cytolytická infekce s přechodnou imunosupresí. Virus MD vstupuje do organismu pravděpodobně přes respirační trakt, kde je pohlcován fagocytujícími buňkami. Hlavním místem časné infekce a replikace viru jsou lymfatické orgány – thymus, Fabriciova burza a slezina. Infikované buňky podléhají cytolýze. Výsledkem je deprese imunitní odpovídavosti organismu. Primárními cílovými buňkami v časné cytolytické infekci jsou B-buňky, jen s malým podílem T-buněk.

- Latentní infekce. V době kolem 5.-7. dne po infekci dochází ke změně průběhu infekce. S poklesem počtu cytolyticky infikovaných buněk se objevují ve slezině a v periferní krvi latentně infikované lymfocyty, převážně T-buňky.. Latentní infekce perzistuje po celý život drůbeže; u geneticky rezistentní drůbeže je hladina infekce nižší než u vnímavých zvířat.

- Imunosuprese a pozdní fáze cytolytické infekce. Infikované lymfocyty se šíří z centrálních lymfatických orgánů do dalších orgánů a tkání. Za 2-3 týdny po infekci dochází k semiproduktivní infekci epiteliální tkáně ledvin, nadledvin a proventrikulu. Pouze v epiteliálních buňkách péřových folikulů probíhá plně produktivní infekce, odkud se obalené infekční viriony dostávají do vnějšího prostředí pomocí uvolňujících se keratinizovaných buněk pokožky. Současně s infekcí epiteliálních buněk dochází k opětovné infekci centrálních lymfatických orgánů, cytolýze lymfocytů a trvalé imunosupresi humorální i buněčné imunity.

- Poškození buněk (transformace). Konečnou fází infekce MDV je buněčná alterace, projevující se zpravidla neoplastickou transformací lymfocytů a tvorbou lymfoidních nádorů. Lymfomy kromě transformovaných buněk obsahují i B- a T-lymfocyty, makrofágy, granulocyty a plasmatické buňky. Mikroskopicky zjistitelné nádorové změny se objevují nejdříve za 2 týdny po infekci, makroskopicky viditelné lymfomy za 3 týdny po infekci.

## Projevy nemoci (symptomatologie)
Inkubační doba (ID). Klinické příznaky i makroskopické změny se objevují obvykle až za 3-4 týdny po infekci. Faktory ovlivňující ID i průběh nemoci jsou kmen viru, dávka a způsob infekce, věk, imunitní stav, genetická konstituce a pohlaví hostitele. Ve většině případů se nemoc objevuje po 8.-9. týdnu věku, kdy je již nemožné určit dobu a podmínky infekce. Morbidita v hejnu je obvykle shodná s mortalitou.

### Klinika
Nespecifickými příznaky jsou pokles hmotnosti, bledost, anorexie a průjem, zejména u drůbeže s pomalým průběhem nemoci. V komerčních podmínkách dojde k úhynu v důsledku dehydratace a vyhladovění, protože kuřata nejsou schopna se dostat ke krmítkům ani k napáječkám anebo v mnoha případech je uklována ostatní drůbeží.
Rozlišují se čtyři základní formy Markovy nemoci:
- Klasická nebo nervová forma – protože může být postižen kterýkoliv nerv v různém rozsahu i počtu, příznaky se velmi liší i mezi jednotlivými kusy v hejnu. Postižení křídel se projevuje jejich poklesnutím. Jestliže jsou postiženy nervy kontrolující svalovinu krku, mohou mít zvířata svěšenou hlavu a u některých se vyskytuje tortikolis. Postižení n. vagu vede k paralýze a dilataci volete anebo dýchacím potížím. Poruchy lokomoce jsou snadno rozpoznatelné, proto nekoordinace pohybu nebo strnulá chůze jsou často prvními pozorovanými příznaky. Jako charakteristický příznak se uvádí jedna končetina vytrčená vpřed a druhá natažená dozadu. Mohou být postiženy i oči, které ztrácejí svojí schopnost akomodace na světelnou intenzitu. Pozorným vyšetřením se zjišťují změny kolísající od soustředěné kruhové nebo fokální depigmentace nebo difuzního modravého vyblednutí až k difuzní šedé neprůhlednosti duhovky. Pupila je zpočátku nepravidelná a v konečných stadiích je bodově zmenšená.

- Akutní forma se projevuje vysokou mortalitou a nálezem četných nádorů ve viscerálních orgánech anebo kůži. Současně se mohou vyskytovat i nervové příznaky nebo postižení očí.

- Byl také pozorován, popsán a experimentálně reprodukován tzv. syndrom přechodné paralýzy připomínající MD. Postižená drůbež vykazuje ataxii v různém stupni a je částečně nebo celkově paralyzována po dobu 1-2 dnů. Většinou se rychle uzdraví, ale během několika dalších týdnů může podlehnout klinické MD. Syndrom je vlastně zánětlivou encefalopatií charakterizovanou náhlým výskytem paralytických příznaků.

- Syndrom akutní mortality je způsobován velmi vysoce virulentními kmeny MDV. Postižená drůbež uhyne již během časné akutní cytolytické fáze infekce, ještě před výskytem lymfomů. Typickým nálezem je atrofie Fabriciovy butzy a thymu.

### Patologie
Konstantním nálezem u nemocné drůbeže je postižení periferních nervů, které je charakterizováno ztrátou příčného žíhání, šedým nebo žlutým zabarvením a někdy edématozním vzhledem. Rozlišují se 2 hlavní typy změn – neoplastické a zánětlivé. Postižení nervů může být i jednostranné a změny se mohou lišit i v průběhu jednoho nervu. Lymfoidní tumory se vyskytují v jednom nebo více různých orgánů. Nacházejí se např. v gonádách, plicích, srdci, mezenteriu, ledvinách, játrech, slezině, nadledvině, pankreatu, proventrikulu, střevu, duhovce, kosterní svalovině a kůži. Makroskopicky jsou neodlišitelné od změn způsobovaných virem lymfoidní leukózy, výjimkou je postižení Fabriciovy burzy. Pravděpodobně neexistuje orgán nebo tkáň, kde by se nádory nemohly ojediněle vyskytovat.
Tepenné léze popisované při MD jsou představovány aterosklerotickými změnami v aortálních, koronárních, gastrických a mezenteriálních arteriích.

## Diagnostika
Diagnóza Markovy nemoci je založena na komplexním rozboru anamnestických údajů, klinického a patomorfologického vyšetření. Vzhledem k ubikvitárnímu výskytu viru MD v populaci drůbeže má virologické i sérologické vyšetření omezený význam.
Diferenciální diagnostika. Markovu nemoc je nutné odlišit zejména od lymfoidní leukózy, případně od jiných neoplasií. Z dalších nemocí to jsou tuberkulóza, aviární encefalomyelitida, postižení kloubů různé etiologie, osteopatie, avitaminózy A, intoxikace a některé endoparazitózy.

## Terapie a prevence
Účinná terapie Markovy nemoci v hejnu ani u jednotlivých zvířat prakticky neexistuje. Někdy se však může klinicky nemocná drůbež spontánně uzdravit.
Prevence MD se provádí třemi základními způsoby, přičemž důsledné uplatňování kteréhokoliv z těchto způsobů je účinné, nejvhodnější je však vzájemná kombinace:
- Zoohygienická opatření. Virus MD se šíří v populaci drůbeže pouze horizontální cestou, je proto možné přísnou izolací chovaných zvířat, účinnou sanitací prostředí a dodržováním veterinárních hygienických opatření k zabránění vzniku a šíření infekce odchovat zdravá a neinfikovaná kuřata. Velmi dobrých výsledků lze dosáhnout odchovem kuřat v pozitivním přetlaku filtrovaného vzduchu.

- Genetická rezistence. Ustanovení geneticky vnímavých či rezistentních linií drůbeže k MD kromě praktického přínosu umožnilo i hlubší studium patogeneze a imunity nemoci a vedlo k odhalení souvislostí mezi rezistencí k MD a alelami erytrocytárních antigenních skupin a lymfocytárních aloantigenů. Protektivní účinek vakcinace je mnohem vyšší u geneticky rezistentní drůbeže, což má praktický význam zejména v oblastech s výskytem vysoce virulentních variant viru MD.

- Specifická imunoprofylaxe, která je hlavním způsobem kontroly výskytu nemoci. Virusy všech 3 sérotypů jsou schopny chránit kuřata před infekcí MDV. Největšího rozšíření však dosáhly vakcíny obsahující krůtí herpetický virus. Používají se vakcíny buněčné (vyžadující skladování a transport v tekutém dusíku) nebo bezbuněčné, lyofilizované. Vakcína se aplikuje parenterálně co nejdříve po vylíhnutí kuřat. Účinnost vakcín je obecně 80-90 % a chrání drůbež před vznikem nádorů, nikoliv před infekcí terénními kmeny viru. Při výskytu vysoce virulentních variant MDV se používají vakcíny bi- nebo trivalentní, případně se doporučuje vakcinace in ovo. Význam vakcinace je převážně ekonomický.